# Frigento
Frigento é uma comuna italiana da região da Campania, província de Avellino, com cerca de 4.125 habitantes. Estende-se por uma área de 37 km², tendo uma densidade populacional de 111 hab/km². Faz fronteira com Carife, Flumeri, Gesualdo, Grottaminarda, Guardia Lombardi, Rocca San Felice, Sturno, Villamaina.

## Demografia
| Variação demográfica do município entre 1861 e 2011                               |
|                                                                                   |
| Fonte: Istituto Nazionale di Statistica (ISTAT) - Elaboração gráfica da Wikipedia |